# بوخ
بوخ ( تُلفظ بالألمانية: [pʊχ]  ( سماع) ) هي شركة تصنيع تقع في غراتس، النمسا ( النمسا السابقة - المجر ). تأسست الشركة في عام 1899 على يد الصناعي يوهان بوخ وأنتجت السيارات والدراجات والدراجات البخارية والدراجات النارية. كانت شركة تابعة لمجموعةشتاير دايملر بوخ الكبيرة.

## التاريخ

### التأسيس

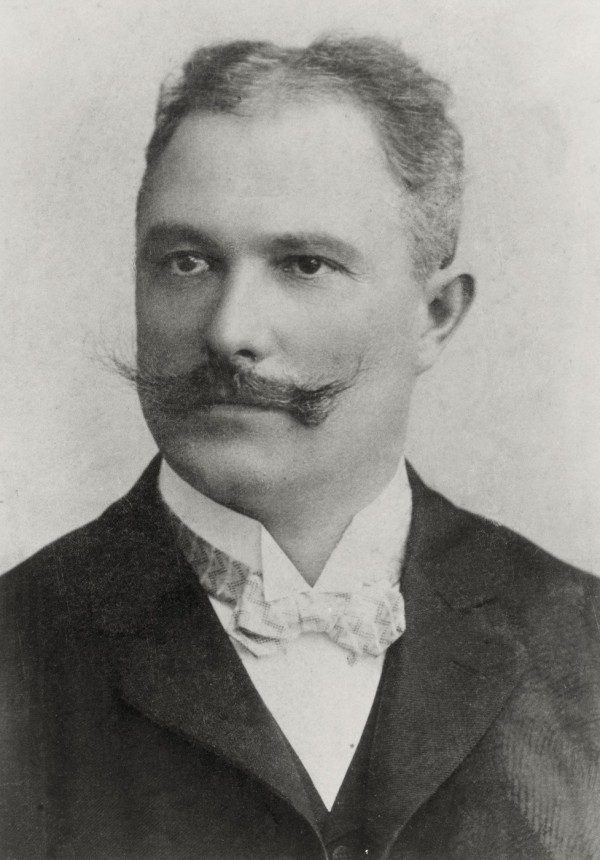
يوهان بوخ في تسعينيات القرن التاسع عشر

من عام 1889، عمل يوهان بوخ (1862–1914) كوكيل لمركبات هامبر وفي عام 1890 أسس أول شركة له، يوهان بوخ وشركاه. كان يعمل فيها 34 عاملا. راكبو الدراجات مثل جوزيف فيشر، الذين فازوا بالنسخة الأولى من سباق باريس روبيه في عام 1896، قاموا بتوزيع دراجات ستيريا التي تم تصديرها حتى إلى إنجلترا وفرنسا. بحلول عام 1895، استخدم بوخ بالفعل أكثر من 300 عامل أنتجو حوالي 6000 دراجة في السنة.
في عام 1897 غادر بوخ الشركة بعد نزاع مع شركائه التجاريين. بعد ذلك بعامين، أسس أول مصنع شتيريان للدراجات ( Erste Steiermärkische Fahrradfabrik AG ) في غراتس. أصبحت شركة بوخ ناجحة من خلال الابتكار والصناعة اليدوية عالية الجودة، وتوسعت بسرعة مع مرور الوقت. سرعان ما بدأت في إنتاج الدراجات النارية والدراجات البخارية.
تم إنشاء مصنع الإنتاج الرئيسي، الذي أطلق عليه لاحقًا Einser-Werk، في جنوب غراتس، في منطقة بونتيغام. بدأ إنتاج المحركات عام 1901 وتبعتها السيارات عام 1904. في عام 1906، بدأ إنتاج بوخ Voiturette بمحكر أسطوانتين، وفي عام 1909 حطمت سيارة بوخ الرقم القياسي العالمي عالي السرعة ب130.4 كم / ساعة. في عام 1910، من المعروف أن بوخ أنتج سيارات السيدان لأفراد عائلة هابسبورغ الإمبراطورية.